# Dasiphora parvifolia
Dasiphora parvifolia även liten tok är en rosväxtart som först beskrevs av Fisch. och Johann Georg Christian Lehmann, och fick sitt nu gällande namn av Sergei Vasilievich Juzepczuk. Dasiphora parvifolia ingår i släktet tokar, och familjen rosväxter. Inga underarter finns listade i Catalogue of Life.